# Relaciones de clientela, séquito y vasallaje
Las relaciones de clientela, séquito y vasallaje son vínculos que se establecen entre una persona y otra más poderosa. Sus características, así como sus nombres, variaron según las circunstancias de tiempo y lugar, teniendo siempre en común el compromiso mutuo de brindar prestaciones, diferentes según se trate del débil (en general trabajo) o del poderoso (en general protección o beneficios económicos).

## Origen histórico
A finales del Imperio romano, especialmente en la época de Diocleciano y Constantino, creció desmesuradamente la carga pecuniaria impuesta a los habitantes de las ciudades. Esto fomentó la migración desde las ciudades hacia las zonas rurales y el desarrollo de formas de eludir la explotación del Estado, las principales de las cuales fueron el precarium y la relación de clientela. Las relaciones de clientela (del latín cluere, acatar, obedecer) consistían en acuerdos privados, y por ello fuera del control estatal, por los que una persona ponía sus servicios a disposición de un patrón poderoso (usualmente un funcionario, obispo o senador) a cambio de su protección.
Asimismo, los pueblos germánicos tenían una institución parecida, la relación de séquito o Gefolgschaft, vínculo personal de lealtad establecido entre un jefe y sus secuaces durante el tiempo de una campaña guerrera. Por su parte, los celtas tenían la relación de vasallaje, que no era temporaria como la de séquito, sino permanente y por lo tanto presumiblemente no voluntaria. Las relaciones convivieron en porcentajes variables según la debilidad del cliente. Como el primer reino medieval, el Sacro Imperio Romano Germánico, nació en la Galia alta habitada por los celtas, el término vasallo (en celta, escudero o paje) pasó a designar a la persona ligada a un patrón por una relación de clientela, séquito o vasallaje.
Estas relaciones de dependencia constituyeron la base del orden feudal, el feudalismo, que surgió en Europa después de la caída del Imperio romano de Occidente, y perduraron durante toda la Edad Media y aún después. Su erradicación definitiva en Europa, al menos desde el punto de vista formal, recién se produciría a partir de la Revolución francesa, aunque perduraron en forma de clientelismo político en diversos países del planeta.